# Jan Stanisław Giżycki
Jan Stanisław Giżycki herbu Gozdawa – chorąży owrucki w latach 1680-1702, rotmistrz królewski, kasztelanic czerski.
Poseł sejmiku czerskiego na sejm 1678/1679 roku i sejm nadzwyczajny 1688/1689 roku. Poseł sejmiku ziemi czerskiej na sejm konwokacyjny 1696 roku.
Był elektorem Augusta II Mocnego z ziemi czerskiej w 1697 roku.